# Stephen McNally
Stephen McNally, all'anagrafe Horace Vincent McNally (New York, 29 luglio 1913 – Beverly Hills, 4 giugno 1994), è stato un attore statunitense.

## Biografia
Alla fine degli anni trenta, dopo aver esercitato per un certo periodo la professione forense, McNally iniziò la carriera di attore sul palcoscenico e apparve con il suo vero nome in numerosi film del periodo della seconda guerra mondiale, come il musical For Me and My Gal (1942), accanto a Judy Garland e Gene Kelly, il drammatico Prigioniera di un segreto (1942), con Spencer Tracy e Katharine Hepburn, e l'avventura bellica Missione segreta (1944), con Robert Mitchum e Van Johnson. Specializzatosi in ruoli di secondo piano, spesso con personaggi rudi e sgradevoli, l'attore cambiò definitivamente il proprio nome in Stephen McNally con l'interpretazione di Locky McCormick in Johnny Belinda (1948), accanto a Jane Wyman. A questo ruolo ne seguirono molti altri nei più svariati generi, dal noir Doppio gioco (1949), in cui interpretò il poliziotto Pete Ramirez al fianco di Burt Lancaster, al dramma sociale Uomo bianco, tu vivrai! (1950), accanto a Richard Widmark e Sidney Poitier, al western Winchester '73 (1950) di Anthony Mann, con James Stewart. Fu proprio nel western che McNally si specializzò, diventandone uno degli interpreti più assidui e popolari, sotto la direzione di abili artigiani del genere. Tra le sue migliori interpretazioni, sono da ricordare L'assalto al treno postale (1950), La rivolta degli Apaches (1951), Duello al Rio d'argento (1952), Proiettile in canna (1954).
Con la sua maschera dai tratti marcati, McNally fu a suo agio sia nel ruolo dell'eroe che in quello del villain. Durante gli anni cinquanta apparve in thriller come Sabato tragico (1955), in cui interpretò il rapinatore di banche Harper, e nel western psicologico La legge del capestro (1956), accanto a James Cagney. Nella seconda metà del decennio l'attore iniziò ad apparire sul piccolo schermo, partecipando a show di intrattenimento e a serie western come Carovane verso il West, Gli uomini della prateria e I racconti del West. Dal 1961 al 1962 interpretò il reporter Paul Marino in 35 episodi della serie Corruptors, continuando un'intensa attività televisiva per altri due decenni, con apparizioni nelle serie I giorni di Bryan (1965-1968), Reporter alla ribalta (1968-1970), Sulle strade della California (1973-1977), Starsky & Hutch (1975-1977) e Charlie's Angels (1979).
Dopo un'ultima apparizione televisiva nella serie I segreti di Midland Heights (1980), l'attore si ritirò dalle scene e morì a Beverly Hills il 4 giugno 1994, all'età di ottant'anni, per un attacco cardiaco.

## Vita privata
Sposato dal 1941 con Rita Wintrich, McNally ebbe otto figli.

## Filmografia

### Cinema
- Inflation, regia di Cy Endfield (1942)
- Grand Central Murder, regia di S. Sylvan Simon (1942)
- For the Common Defense!, regia di Allan Kenward (1942) (cortometraggio)
- Vendetta, regia di Joseph M. Newman (1942) (cortometraggio)
- The War Against Mrs. Hadley, regia di Harold S. Bucquet (1942)
- Rover's Big Chance, regia di Herbert Glazer (1942) (cortometraggio)
- The Magic Alfabet, regia di Jacques Tourneur (1942) (cortometraggio)
- Occhi nella notte (Eyes in the Night), regia di Fred Zinnemann (1942)
- For Me and My Gal, regia di Busby Berkeley (1942)
- Dr. Gillespie's New Assistant, regia di Willis Goldbeck (1942)
- Prigioniera di un segreto (Keeper of the Flame), regia di George Cukor (1943)
- For God and Country (cortometraggio) (1943)
- Il nemico ci ascolta (Air Raid Wardens), regia di Edward Sedgwick (1943)
- Joko l'australiano (The Man from Down Under), regia di Robert Z. Leonard (1943)
- L'uomo venuto da lontano (An American Romance), regia di King Vidor (1944)
- Missione segreta (Thirty Seconds Over Tokyo), regia di Mervyn LeRoy (1944)
- Dangerous Partner, regia di Edward L. Cahn (1945)
- Demone bianco (Bewitched), regia di Arch Oboler (1945)
- Le ragazze di Harvey (The Harvey Girls), regia di George Sidney (1946)
- Up Goes Maisie, regia di Harry Beaumont (1946)
- La magnifica bambola (Magnificent Doll), regia di Frank Borzage (1947)
- Johnny Belinda, regia di Jean Negulesco (1948)
- La legione dei condannati (Rogues' Regiment), regia di Robert Florey (1948)
- Malerba (City Across the River), regia di Maxwell Shane (1949)
- La roulette (The Lady Gambles), regia di Michael Gordon (1949)
- Doppio gioco (Criss Cross), regia di Robert Siodmak (1949)
- Spada nel deserto (Sword in the Desert), regia di George Sherman (1949)
- Donna in fuga (Woman in Hiding), regia di Michael Gordon (1950)
- Winchester '73, regia di Anthony Mann (1950)
- Uomo bianco, tu vivrai! (No Way Out), regia di Joseph L. Mankiewicz (1950)
- L'assalto al treno postale (Wyoming Mail), regia di Reginald Le Borg (1950)
- I moschettieri dell'aria (Air Combat), regia di Joseph Pevney (1951)
- La rivolta degli Apaches (Apache Drums), regia di Hugo Fregonese (1951)
- L'uomo di ferro (Iron Man), regia di Joseph Pevney (1951)
- Elena paga il debito (The Lady Pays Off), regia di Douglas Sirk (1951)
- La donna del porto (The Raging Tide), regia di George Sherman (1951)
- Corriere diplomatico (Diplomatic Courier), regia di Henry Hathaway (1952)
- Duello al Rio d'argento (The Duel at Silver Creek), regia di Don Siegel (1952)
- Uragano su Yalù (Battle Zone), regia di Lesley Selander (1952)
- Il mistero del castello nero (The Black Castle), regia di Nathan Juran (1952)
- Prigionieri della città deserta (Split Second), regia di Dick Powell (1953)
- L'inferno di Yuma (Devil's Canyon), anche regia con Alfred L. Werker (1953)
- L'ultimo dei comanches (The Stand at Apache River), regia di Lee Sholem (1953)
- La fossa dei dannati (Make Haste to Live), regia di William A. Seiter (1954)
- Proiettile in canna (A Bullet Is Waiting), regia di John Farrow (1954)
- Duello a Bitter Ridge (The Man from Bitter Ridge), regia di Jack Arnold (1955)
- Sabato tragico (Violent Saturday), regia di Richard Fleischer (1955)
- La legge del capestro (Tribute to a Bad Man), regia di Robert Wise (1956)
- I quattro cavalieri del terrore (Hell's Crossroads), regia di Franklin Adreon (1957)
- Cinque ore disperate (Hell's Five Hours), regia di Jack L. Copeland (1958)
- Duello a Forte Smith (The Fiend Who Walked the West), regia di Gordon Douglas (1958)
- Il riscatto di un gangster (Johnny Rocco), regia di Paul Landres (1958)
- Duello tra le rocce (Hell Bent for Leather), regia di George Sherman (1960)
- Requiem per un pistolero (Requiem for a Gunfighter), regia di Spencer Gordon Bennet (1965)
- Panico nella città (Panic in the City), regia di Eddie Davis (1967)
- Quando baci una sconosciuta (Once You Kiss a Stranger), regia di Robert Sparr (1969)
- Pistola nera - spara senza pietà (Black Gunn), regia di Robert Hartford-Davis (1972)
- Mission to Glory: A True Story, regia di Ken Kennedy (1977)
- Hi-Riders, regia di Greydon Clark (1978)

### Televisione
- General Electric Theater – serie TV, episodio 1x06 (1953)
- Footlights Theater – serie TV, 1 episodio (1953)
- Lux Video Theatre – serie TV, 1 episodio (1953)
- Goodyear Television Playhouse – serie TV, 1 episodio (1954)
- Stage 7 – serie TV, episodi 1x05-1x17 (1955)
- The Star and the Story – serie TV, episodio 1x23 (1955)
- Celebrity Playhouse – serie TV, episodio 1x06 (1955)
- Star Stage – serie TV, 1 episodio (1955)
- Chevron Hall of Stars – serie TV, 1 episodio (1956)
- The Ford Television Theatre – serie TV, 3 episodi (1952-1957)
- Crossroads – serie TV, episodi 2x03-2x16-2x32 (1956-1957)
- Schlitz Playhouse of Stars – serie TV, 5 episodi (1953-1957)
- Letter to Loretta – serie TV, 3 episodi (1955-1957)
- Telephone Time – serie TV, episodio 3x21 (1958)
- Target – serie TV, episodio 1x06 (1958)
- Climax! – serie TV, 2 episodi (1957-1958)
- Carovane verso il West (Wagon Train) – serie TV, 1 episodio (1959)
- Disneyland – serie TV, 1 episodio (1959)
- The Texan – serie TV, episodio 1x32 (1959)
- June Allyson Show (The DuPont Show with June Allyson) – serie TV, episodio 1x18 (1960)
- Avventure lungo il fiume (Riverboat) – serie TV, 1 episodio (1960)
- The Barbara Stanwyck Show – serie TV, 1 episodio (1960)
- Laramie – serie TV, 1 episodio (1960)
- The Best of the Post – serie TV, episodio 1x05 (1960)
- I racconti del West (Zane Grey Theater) – serie TV, 3 episodi (1959-1960)
- Michael Shayne – serie TV episodio 1x27 (1961)
- Gli uomini della prateria (Rawhide) – serie TV, episodio 3x28 (1961)
- Corruptors (Target: The Corruptors) – serie TV, 35 episodi (1961-1962)
- Insight – serie TV, 1 episodio (1963)
- The Crisis – serie TV, 1 episodio (1964)
- L'ora di Hitchcock (The Alfred Hitchcock Hour) – serie TV, episodio 2x18 (1964)
- The Outer Limits – serie TV, 1 episodio (1964)
- La legge di Burke (Burke's Law) – serie TV, 2 episodi (1963-1964)
- Il fuggiasco (The Fugitive) – serie TV, 1 episodio (1964)
- Ben Casey – serie TV, 2 episodi (1965)
- Branded – serie TV, episodio 2x05 (1965)
- Iron Horse – serie TV, episodio 1x08 (1966)
- La grande vallata (The Big Valley) – serie TV, 1 episodio (1966)
- Gunsmoke – serie TV, 1 episodio (1967)
- Il grande teatro del West (The Guns of Will Sonnett) – serie TV, 1 episodio (1967)
- The Danny Thomas Hour – serie TV, episodio 1x10 (1967)
- I giorni di Bryan (Run for Your Life) – serie TV, 5 episodi (1965-1968)
- Daktari – serie TV, episodio 4x07 (1968)
- I nuovi medici (The Bold Ones: The New Doctors) – serie TV, 1 episodio (1969)
- Bracken's World – serie TV, 1 episodio (1970)
- Ironside – serie TV, 1 episodio (1970)
- The Bold Ones: The Lawyers – serie TV, 2 episodi (1969-1970)
- Reporter alla ribalta (The Name of the Game) – serie TV, 4 episodi (1968-1970)
- Il virginiano (The Virginian) – serie TV, 2 episodi (1963-1971)
- Mannix – serie TV, 1 episodio (1971)
- Longstreet – serie TV, 1 episodio (1972)
- Sesto senso (The Sixth Sense) – serie TV, 1 episodio (1972)
- Missione impossibile (Mission: Impossible) – serie TV, 2 episodi (1969-1972)
- F.B.I. (The F.B.I.) – serie TV, 1 episodio (1973)
- Il mago (The Magician) – serie TV, 1 episodio (1973)
- McMillan e signora (McMillan & Wife) – serie TV, 1 episodio (1974)
- Hawkins – serie TV, 1 episodio (1974)
- Nakia – serie TV, 1 episodio (1974)
- Agenzia Rockford (The Rockford Files) – serie TV, 1 episodio (1974)
- Get Christie Love! – serie TV, 1 episodio (1974)
- L'uomo da sei milioni di dollari (The Six Million Dollar Man) – serie TV, 1 episodio (1974)
- Lotta per la vita (Medical Story) – serie TV, 1 episodio (1975)
- Switch – serie TV, 1 episodio (1975)
- Squadra Most Wanted (Most Wanted) – serie TV, 1 episodio (1976)
- Sulle strade della California (Police Story) – serie TV, 2 episodi (1973-1977)
- Starsky & Hutch – serie TV, 2 episodi (1975-1977)
- Nel tunnel dei misteri con Nancy Drew e gli Hardy Boys (The Hardy Boys/Nancy Drew Mysteries) – serie TV, 1 episodio (1977)
- Pepper Anderson agente speciale (Police Woman) – serie TV, 1 episodio (1978)
- Dear Detective – serie TV, 1 episodio (1979)
- Charlie's Angels – serie TV, episodio 4x04 (1979)
- Fantasilandia (Fantasy Island) – serie TV, 2 episodi (1978-1980)
- I segreti di Midland Heights (Secret of Midland Heights) – serie TV, 1 episodio (1980)

## Doppiatori italiani
Nelle versioni in italiano dei suoi film, Stephen McNally è stato doppiato da:
- Giorgio Capecchi in Missione segreta, Doppio gioco, Winchester '73, Uomo bianco, tu vivrai!, L'assalto al treno postale, La rivolta degli Apaches, Corriere diplomatico, Duello al Rio d'Argento, Duello tra le rocce, La donna del porto, Duello a Bitter Ridge
- Emilio Cigoli in Johnny Belinda, La fossa dei dannati, Sabato tragico, Cinque ore disperate
- Sergio Rossi in Starsky & Hutch (ep. 2x19), Charlie's Angels
- Renato Turi in Le ragazze di Harvey
- Guido Notari in Il mistero del castello nero
- Gualtiero De Angelis in Proiettile in canna
- Bruno Persa in La legge del capestro
- Glauco Onorato in Starsky & Hutch (ep. 1x07)
- Dario Penne in Proiettile in canna (ridoppiaggio)